# North Haverbrook (Los Simpson)
North Haverbrook es una ciudad de la serie Los Simpson situada a poca distancia de la ciudad de Springfield. Tras pasar unos años en el abandono tras el timo de la instalación en ella de un monorraíl, en la actualidad se ha recuperado.
No se conocen muchos datos de North Haverbrook ya que en la serie solo ha aparecido en dos capítulos —Marge vs. the Monorail y Little Big Girl—.

## Historia
La ciudad decidió contratar a Lyle Lanley la construcción de un monorraíl tras proponérselo este. Sin embargo se trataba de un tímo. En realidad el dinero dedicado a su construcción sería robado por el propio Lanley y luego se daría a la fuga. Recortaría presupuestos, compró frenos pochos y no invitó a la gente adecuada para el viaje inaugural. El resultado fue un grave accidente que provocó el abandono masivo del pueblo.
Cuando Lanley propone el monorraíl a Springfield dice que los había instalado en Brockway, Ogdenville y North Haverbrook. Al comprobar Marge que el monorraíl no parecía muy seguro decide preguntarle al constructor, pero descubre los verdaderos planes de Lanley. Entonces decide ir a North Haverbrook para comprobar el estado del tren. Sin embargo con lo que se encuentra es con un pueblo fantasma donde la poca gente que vive en él asegura que nunca hubo un monorraíl, aunque existen referencias a él por toda la ciudad. Es entonces cuando conoce a uno de los que trabajó en la construcción, Sebastian Cobb, y le explica lo que en realidad sucedió, además de mostrarle lo que quedaba del tren. Marge le pide su ayuda para evitar que el accidente ocurriese igual en Springfield y así evitar que el pueblo también sea abandonado, cosa que al final Marge y Homer consiguen evitar con éxito gracias a la ayuda de Cobb. Por otro lado, Lanley escapa en un avión con todo el dinero que obtuvo en Springfield tras estafar a la ciudad con el supuesto monorraíl en perfecto estado que les vendió, pero su suerte finalmente se termina cuando su propio vuelo hace una escala no programada en North Haverbrook, donde un grupo de personas locales identifica su vuelo y su número de asiento en el que iba, por lo que tan pronto como el avión aterriza en la pista, estos proceden a entrar al aparato y tomar represalias contra Lanley por lo que este último les hizo previamente con el fallido monorraíl que les vendió anteriormente y de paso robarle todo el dinero que este robo de Springfield.
Muchos años después, el pueblo consigue recuperase de aquella experiencia y se convierte en un gran centro de ocio. Bart obtiene su propio carné de conducir pero no puede disfrutar de la conducción porque Homer no para de hacerle recados. Entonces decide irse a North Haverbrook para librarse de él. Allí encuentra un Hulk hippie de los años 60 en perfecto estado y además se enamora de una joven llamada Darcy. Esto son signos que muestran la recuperación del pueblo.

## Producción
Como ocurre en muchos de los lugares que aparecen en Los Simpson, North Haverbrook guarda gran similitud con Springfield, pero quedan diferenciados por pequeños detalles. Por ejemplo, desde «La Colina del Amor» se puede divisar toda la ciudad, al igual que en Springfield, y además la plaza del pueblo es muy parecida a la de Jebediah Springfield. La tienda de tebeos es regentada por un hombre exactamente igual al de Springfield, pero se diferencian porque este es afroamericano y su pelo es negro.
Algunos de los principales atractivos turísticos de North Haverbrook son el monorraíl (hasta su accidente), el castillo hinchable más grande del mundo y el zoo de pelea extrema.
Bart además asegura que en ese pueblo hay de todo y que su nombre sugiere intriga y romance.
- Datos: Q6045191